# Laureados com o Nobel de Química

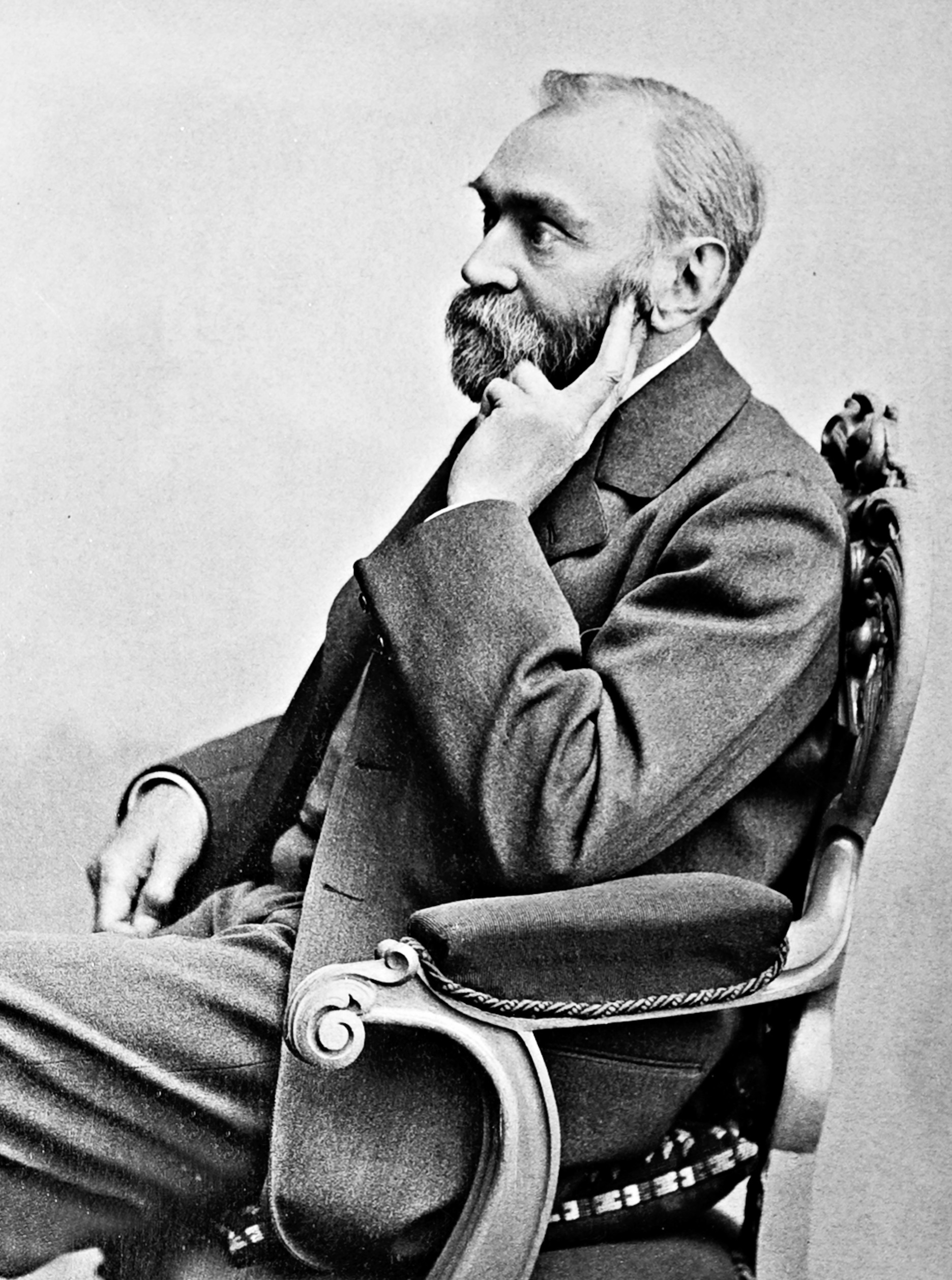
O prêmio Nobel de Química foi estabelecido em 1895 no testamento de Alfred Nobel.

O Nobel de Química (em sueco:  Nobelpriset i kemi) é outorgado pela Academia Real das Ciências da Suécia aos cientistas de vários campos da química. É um dos cinco prêmios estabelecidos em 1895 no testamento de Alfred Nobel, que morreu em 1896. Esses prêmios são concedidos por contribuições notáveis em química, física, literatura, paz e fisiologia ou medicina. Conforme orientações no testamento, o prêmio é administrado pela Fundação Nobel e outorgado por um comitê que consiste em cinco membros eleitos pela Academia Real. O primeiro Prêmio Nobel de Química foi concedido em 1901 a Jacobus Henricus van 't Hoff, dos Países Baixos. Cada destinatário recebe uma medalha, um diploma e um prêmio em dinheiro que tem variado ao longo dos anos. Em 1901, van 't Hoff recebeu 150 782 coroas suecas, o que equivale a 8 402 670 coroas suecas em dezembro de 2017. O prêmio é entregue em Estocolmo em uma cerimônia anual em 10 de dezembro, o aniversário da morte de Nobel.
Pelo menos 25 laureados receberam o prêmio por contribuições no campo da química orgânica, mais do que qualquer outro campo da química. Dois laureados com o Nobel de Química, os alemães Richard Kuhn (1938) e Adolf Butenandt (1939), não foram autorizados a receber o prêmio pelos seus governos. Posteriormente, receberam a medalha e o diploma, mas não o dinheiro. Frederick Sanger, em 1958 e 1980, e Barry Sharpless, em 2001 e 2022, são os únicos laureados a receberem o prêmio por duas vezes. John Bardeen é o outro que recebeu duas vezes o Prêmio Nobel de Física, em 1956 e 1972. Outros dois ganhadores também foram premiados em outras categorias: Maria Skłodowska-Curie (Física em 1903; Química em 1911) e Linus Carl Pauling (Química em 1954; Paz em 1962). Até 2024, o prêmio foi concedido a 195 indivíduos, incluindo oito mulheres: Curie, Irène Joliot-Curie (1935), Dorothy Hodgkin (1964), Ada Yonath (2009), Frances Arnold (2018), Emmanuelle Charpentier (2020), Jennifer Doudna (2020) e Carolyn Bertozzi (2022).
O Prêmio Nobel de Química não foi concedido em oito anos (1916, 1917, 1919, 1924, 1933, 1940-42). Também houve nove anos em que o Prêmio Nobel de Química foi adiado por um ano. O prêmio não foi concedido em 1914, pois o Comitê Nobel de Química decidiu que nenhuma das nomeações daquele ano atendia aos critérios necessários, mas foi concedido a Theodore William Richards em 1915 e contado como o prêmio de 1914. Este precedente foi seguido pelo prêmio de 1918 concedido a Fritz Haber em 1919, o prêmio de 1920 concedido a Walther Nernst em 1921, o prêmio de 1921 concedido a Frederick Soddy em 1922, o prêmio de 1925 concedido a Richard Adolf Zsigmondy em 1926, o prêmio de 1927 concedido a Heinrich Otto Wieland em 1928, o prêmio de 1938 concedido a Richard Kuhn em 1939, o prêmio de 1943 concedido a George de Hevesy em 1944 e o prêmio de 1944 concedido a Otto Hahn em 1945.

## Laureados
1901 • 1910 • 1920 • 1930 • 1940 • 1950 • 1960 • 1970 • 1980 • 1990 • 2000 • 2010 • 2020
| Ano  | Nº                | Imagem            | Laureado                                 | País | Citação |
| ---- | ----------------- | ----------------- | ---------------------------------------- | --- | --- |
| 1901 | 1                 |                   | Jacobus Henricus van 't Hoff             | Países Baixos | "[por sua] descoberta das leis de dinâmica química e pressão osmótica nas soluções" |
| 1902 | 2                 |                   | Hermann Emil Fischer                     | Alemanha | "[por] seu trabalho sobre a síntese de açúcar e purina" |
| 1903 | 3                 |                   | Svante Arrhenius                         | Suécia | "[por] sua teoria electrolítica da dissociação" |
| 1904 | 4                 |                   | William Ramsay                           | Reino Unido | "[por sua] descoberta dos elementos gasosos inertes no ar, e sua determinação do lugar deles no sistema periódico" |
| 1905 | 5                 |                   | Adolf von Baeyer                         | Alemanha | "[pelo] avanço da química orgânica e da indústria química, por meio de seu trabalho com corantes orgânicos e compostos hidroaromáticos" |
| 1906 | 6                 |                   | Henri Moissan                            | França | "[por sua] investigação e isolamento do elemento flúor, e por [o] forno elétrico que recebeu seu nome" |
| 1907 | 7                 |                   | Eduard Buchner                           | Alemanha | "por suas pesquisas bioquímicas e sua descoberta da fermentação livre de células" |
| 1908 | 8                 |                   | Ernest Rutherford                        | Reino Unido · (nascido na Nova Zelândia, na época da entrega do prêmio sob soberania britânica)                                                                            | "por suas investigações sobre a desintegração dos elementos e a química das substâncias radioativas" |
| 1909 | 9                 |                   | Wilhelm Ostwald                          | Rússia (nascido na Letônia, na época da entrega do prêmio sob soberania russa)                                                                                             | "[por] seu trabalho sobre a catálise e por suas investigações sobre os princípios fundamentais que governam os equilíbrios químicos e as taxas de reação" |
| 1910 | 10                |                   | Otto Wallach                             | Alemanha | "[por] seus serviços à química orgânica e à indústria química pelo seu trabalho pioneiro no campo de compostos alicíclicos" |
| 1911 | 11                |                   | Marie Curie                              | França · (nascida na Polónia, na época da entrega do prêmio sob soberania russa, porém se naturalizou francesa) ·                                                          | "[pela] descoberta dos elementos rádio e polônio, pelo isolamento do rádio e pelo estudo da natureza e dos compostos deste notável elemento" |
| 1912 | 12                |                   | Victor Grignard                          | França | "pela descoberta do [...] reagente de Grignard" |
| 1912 | 13                |                   | Paul Sabatier                            | França | "por seu método de hidrogenação de compostos orgânicos na presença de metais finamente desintegrado" |
| 1913 | 14                |                   | Alfred Werner                            | Suíça | "[por] seu trabalho na ligação de átomos em moléculas [...] especialmente em química inorgânica" |
| 1914 | 15                |                   | Theodore William Richards                | Estados Unidos | "[por] suas determinações precisas do peso atômico de um grande número de elementos químicos" |
| 1915 | 16                |                   | Richard Martin Willstätter               | Alemanha | "por suas pesquisas sobre pigmentos vegetais, especialmente a clorofila" |
| 1916 | Não foi atribuído | Não foi atribuído | Não foi atribuído                        | Não foi atribuído | Não foi atribuído |
| 1917 | Não foi atribuído | Não foi atribuído | Não foi atribuído                        | Não foi atribuído | Não foi atribuído |
| 1918 | 17                |                   | Fritz Haber                              | Alemanha | "pela síntese do amoníaco a partir de seus elementos" |
| 1919 | Não foi atribuído | Não foi atribuído | Não foi atribuído                        | Não foi atribuído | Não foi atribuído |
| 1920 | 18                |                   | Walther Nernst                           | Alemanha | "[por] seu trabalho em termoquímica" |
| 1921 | 19                |                   | Frederick Soddy                          | Reino Unido | "por suas contribuições para o nosso conhecimento da química de substâncias radioativas e suas investigações sobre a origem e natureza dos isótopos" |
| 1922 | 20                |                   | Francis William Aston                    | Reino Unido | "por sua descoberta, por meio de seu espectrógrafo de massa, de isótopos, em um grande número de elementos não radioativos, e por sua enunciação da regra do número inteiro"                                                                                               |
| 1923 | 21                |                   | Fritz Pregl                              | Áustria · (nasceu na atual Croácia, ne época de seu nascimento sob soberania austríaca, e na da entrega do prêmio sob soberania do Reino dos Sérvios, Croatas e Eslovenos) | "por sua invenção do método de microanálise de substâncias orgânicas" |
| 1924 | Não foi atribuído | Não foi atribuído | Não foi atribuído                        | Não foi atribuído | Não foi atribuído |
| 1925 | 22                |                   | Richard Adolf Zsigmondy                  | Alemanha | "por sua demonstração da natureza heterogênea das soluções coloides e pelos métodos que usou" |
| 1926 | 23                |                   | Theodor Svedberg                         | Suécia | "por seu trabalho em sistemas dispersos" |
| 1927 | 24                |                   | Heinrich Otto Wieland                    | Alemanha | "por suas investigações sobre a constituição dos ácidos biliares e substâncias relacionadas" |
| 1928 | 25                |                   | Adolf Otto Reinhold Windaus              | Alemanha | "[por] sua pesquisa sobre a constituição dos esteróis e sua conexão com as vitaminas" |
| 1929 | 26                |                   | Arthur Harden                            | Reino Unido | "por suas investigações sobre a fermentação de açúcar e enzimas fermentativas" |
| 1929 | 27                |                   | Hans Karl August Simon von Euler-Chelpin | Suécia · Alemanha | "por suas investigações sobre a fermentação de açúcar e enzimas fermentativas" |
| 1930 | 28                |                   | Hans Fischer                             | Alemanha | "por suas pesquisas sobre a constituição de hemina e clorofila e especialmente por sua síntese de heme" |
| 1931 | 29                |                   | Carl Bosch                               | Alemanha | "[por] suas contribuições para a invenção e desenvolvimento de métodos químicos de alta pressão" |
| 1931 | 30                |                   | Friedrich Bergius                        | Alemanha | "[por] suas contribuições para a invenção e desenvolvimento de métodos químicos de alta pressão" |
| 1932 | 31                |                   | Irving Langmuir                          | Estados Unidos | "por suas descobertas e investigações em química de superfície" |
| 1933 | Não foi atribuído | Não foi atribuído | Não foi atribuído                        | Não foi atribuído | Não foi atribuído |
| 1934 | 32                |                   | Harold Clayton Urey                      | Estados Unidos | "por sua descoberta do hidrogênio pesado" |
| 1935 | 33                |                   | Frédéric Joliot-Curie                    | França | "[pela] sua síntese de novos elementos radioativos" |
| 1935 | 34                |                   | Irène Joliot-Curie                       | França | "[pela] sua síntese de novos elementos radioativos" |
| 1936 | 35                |                   | Peter Debye                              | Países Baixos | "[por seu trabalho em] estrutura molecular através de suas investigações sobre momentos de dipolo e a difração de raios-X e elétrons em gases" |
| 1937 | 36                |                   | Walter Norman Haworth                    | Reino Unido | "por suas investigações sobre carboidratos e vitamina C" |
| 1937 | 37                |                   | Paul Karrer                              | Suíça | "por suas investigações sobre carotenoides, flavinas e vitaminas A e B2" |
| 1938 | 38                |                   | Richard Kuhn                             | Alemanha | "por seu trabalho com carotenoides e vitaminas" |
| 1939 | 39                |                   | Adolf Butenandt                          | Alemanha | "por seu trabalho com hormônios sexuais" |
| 1939 | 40                |                   | Lavoslav Ružička                         | Croácia · Suíça | "por seu trabalho em polimetilenos e terpenos superiores" |
| 1940 | Não foi atribuído | Não foi atribuído | Não foi atribuído                        | Não foi atribuído | Não foi atribuído |
| 1941 | Não foi atribuído | Não foi atribuído | Não foi atribuído                        | Não foi atribuído | Não foi atribuído |
| 1942 | Não foi atribuído | Não foi atribuído | Não foi atribuído                        | Não foi atribuído | Não foi atribuído |
| 1943 | 41                |                   | George de Hevesy                         | Hungria | "por seu trabalho sobre o uso de isótopos como traçadores no estudo de processos químicos" |
| 1944 | 42                |                   | Otto Hahn                                | Alemanha | "por sua descoberta da fissão de núcleos pesados" |
| 1945 | 43                |                   | Artturi Ilmari Virtanen                  | Finlândia | "por suas pesquisas e invenções em química agrícola e nutricional, especialmente por seu método de preservação de forragens" |
| 1946 | 44                |                   | James Batcheller Sumner                  | Estados Unidos | "por sua descoberta de que as enzimas podem ser cristalizadas" |
| 1946 | 45                |                   | John Howard Northrop                     | Estados Unidos | "[pela] preparação de enzimas e proteínas virais em forma pura" |
| 1946 | 46                |                   | Wendell Meredith Stanley                 | Estados Unidos | "[pela] preparação de enzimas e proteínas virais em forma pura" |
| 1947 | 47                |                   | Robert Robinson                          | Reino Unido | "por suas investigações sobre produtos vegetais de importância biológica, especialmente os alcalóides" |
| 1948 | 48                |                   | Arne Wilhelm Kaurin Tiselius             | Suíça | "por suas pesquisas sobre eletroforese e análise de adsorção, especialmente por suas descobertas sobre a natureza complexa das proteínas séricas" |
| 1949 | 49                |                   | William Francis Giauque                  | Estados Unidos | "por suas contribuições no campo da termodinâmica química, particularmente no que diz respeito ao comportamento de substâncias em temperaturas extremamente baixas" |
| 1950 | 50                |                   | Otto Paul Hermann Diels                  | Alemanha Ocidental | "por sua descoberta e desenvolvimento da síntese de dieno" |
| 1950 | 51                |                   | Kurt Alder                               | Alemanha Ocidental | "por sua descoberta e desenvolvimento da síntese de dieno" |
| 1951 | 52                |                   | Edwin Mattison McMillan                  | Estados Unidos | "por suas descobertas na química de elementos transurânicos" |
| 1951 | 53                |                   | Glenn Theodore Seaborg                   | Estados Unidos | "por suas descobertas na química de elementos transurânicos" |
| 1952 | 54                |                   | Archer John Porter Martin                | Reino Unido | "por sua invenção da cromatografia de partição" |
| 1952 | 55                |                   | Richard Laurence Millington Synge        | Reino Unido | "por sua invenção da cromatografia de partição" |
| 1953 | 56                |                   | Hermann Staudinger                       | Alemanha Ocidental | "por suas descobertas no campo da química macromolecular" |
| 1954 | 57                |                   | Linus Pauling                            | Estados Unidos | "por sua pesquisa sobre a natureza da ligação química e sua aplicação na elucidação da estrutura de substâncias complexas" |
| 1955 | 58                |                   | Vincent du Vigneaud                      | Estados Unidos | "por seu trabalho em compostos de enxofre bioquimicamente importantes, especialmente para a primeira síntese de um hormônio polipeptídico" |
| 1956 | 59                |                   | Cyril Norman Hinshelwood                 | Reino Unido | "por suas pesquisas sobre o mecanismo de reações químicas" |
| 1956 | 60                |                   | Nikolay Semyonov                         | União Soviética | "por suas pesquisas sobre o mecanismo de reações químicas" |
| 1957 | 61                |                   | Alexander Todd                           | Reino Unido | "por seu trabalho em nucleótidos e co-enzimas de nucleótidos" |
| 1958 | 62                |                   | Frederick Sanger                         | Reino Unido | "por seu trabalho sobre a estrutura das proteínas, especialmente a da insulina" |
| 1959 | 63                |                   | Jaroslav Heyrovský                       | Chéquia | "por sua descoberta e desenvolvimento dos métodos polarográficos de análise" |
| 1960 | 64                |                   | Willard Frank Libby                      | Estados Unidos | "por seu método de usar carbono-14 para determinação de idade em arqueologia, geologia, geofísica e outros ramos da ciência" |
| 1961 | 65                |                   | Melvin Calvin                            | Estados Unidos | "por sua pesquisa sobre a assimilação de dióxido de carbono em plantas" |
| 1962 | 66                |                   | Max Perutz                               | Reino Unido | "por seus estudos das estruturas das proteínas globulares" |
| 1962 | 67                |                   | John Kendrew                             | Reino Unido | "por seus estudos das estruturas das proteínas globulares" |
| 1963 | 68                |                   | Karl Ziegler                             | Alemanha Ocidental | "por suas descobertas no campo da química e tecnologia de altos polímeros" |
| 1963 | 69                |                   | Giulio Natta                             | Itália | "por suas descobertas no campo da química e tecnologia de altos polímeros" |
| 1964 | 70                |                   | Dorothy Crowfoot Hodgkin                 | Reino Unido | "por suas determinações por técnicas de raios-X das estruturas de importantes substâncias bioquímicas" |
| 1965 | 71                |                   | Robert Burns Woodward                    | Estados Unidos | "por suas notáveis realizações na arte da síntese orgânica" |
| 1966 | 72                |                   | Robert Sanderson Mulliken                | Estados Unidos | "por seu trabalho fundamental sobre ligações químicas e a estrutura eletrônica de moléculas pelo método orbital molecular" |
| 1967 | 73                |                   | Manfred Eigen                            | Alemanha Ocidental | "por seus estudos de reações químicas extremamente rápidas, efetuadas pela perturbação do equilíbrio por meio de pulsos de energia muito curtos" |
| 1967 | 74                |                   | Ronald Norrish                           | Reino Unido | "por seus estudos de reações químicas extremamente rápidas, efetuadas pela perturbação do equilíbrio por meio de pulsos de energia muito curtos" |
| 1967 | 75                |                   | George Porter                            | Reino Unido | "por seus estudos de reações químicas extremamente rápidas, efetuadas pela perturbação do equilíbrio por meio de pulsos de energia muito curtos" |
| 1968 | 76                |                   | Lars Onsager                             | Estados Unidos · Noruega | "pela descoberta das relações recíprocas que levam seu nome, fundamentais para a termodinâmica dos processos irreversíveis" |
| 1969 | 77                |                   | Derek Barton                             | Reino Unido | "por suas contribuições para o desenvolvimento do conceito de conformação e sua aplicação na química" |
| 1969 | 78                |                   | Odd Hassel                               | Noruega | "por suas contribuições para o desenvolvimento do conceito de conformação e sua aplicação na química" |
| 1970 | 79                |                   | Luis Federico Leloir                     | Argentina | "por sua descoberta de nucleótidos de açúcar e seu papel na biossíntese de carboidratos" |
| 1971 | 80                |                   | Gerhard Herzberg                         | Canadá · Alemanha Ocidental | "por suas contribuições para o conhecimento da estrutura eletrônica e geometria das moléculas, particularmente dos radicais livres" |
| 1972 | 81                |                   | Christian Boehmer Anfinsen               | Estados Unidos | "por seu trabalho sobre a ribonuclease, especialmente no que diz respeito à conexão entre a sequência de aminoácidos e a conformação biologicamente ativa" |
| 1972 | 82                |                   | Stanford Moore                           | Estados Unidos | "por suas contribuições para a compreensão da conexão entre a estrutura química e a atividade catalítica do centro ativo da molécula de ribonuclease" |
| 1972 | 83                |                   | William Howard Stein                     | Estados Unidos | "por suas contribuições para a compreensão da conexão entre a estrutura química e a atividade catalítica do centro ativo da molécula de ribonuclease" |
| 1973 | 84                |                   | Ernst Otto Fischer                       | Alemanha Ocidental | "por seus trabalhos pioneiros, realizados de forma independente, na química dos organometálicos, os chamados compostos sanduíche" |
| 1973 | 85                |                   | Geoffrey Wilkinson                       | Reino Unido | "por seus trabalhos pioneiros, realizados de forma independente, na química dos organometálicos, os chamados compostos sanduíche" |
| 1974 | 86                |                   | Paul John Flory                          | Estados Unidos | "pelo seu trabalho fundamental, tanto teórico como experimental, na físico-química das macromoléculas" |
| 1975 | 87                |                   | John Cornforth                           | Austrália · Reino Unido | "por seu trabalho na estereoquímica das reações catalisadas por enzimas" |
| 1975 | 88                |                   | Vladimir Prelog                          | Croácia · Suíça | "por sua pesquisa sobre a estereoquímica de moléculas orgânicas e reações" |
| 1976 | 89                |                   | William Lipscomb                         | Estados Unidos | "por seus estudos sobre a estrutura de boranos iluminando problemas de ligação química" |
| 1977 | 90                |                   | Ilya Prigogine                           | Rússia · Bélgica | "por suas contribuições para a termodinâmica de não equilíbrio, particularmente a teoria das estruturas dissipativas" |
| 1978 | 91                |                   | Peter D. Mitchell                        | Reino Unido | "por sua contribuição para a compreensão da transferência de energia biológica por meio da formulação da teoria quimiosmótica" |
| 1979 | 92                |                   | Herbert Charles Brown                    | Reino Unido | "por seu desenvolvimento do uso de compostos contendo boro e fósforo, respectivamente, em reagentes importantes na síntese orgânica" |
| 1979 | 93                |                   | Georg Wittig                             | Alemanha Ocidental | "por seu desenvolvimento do uso de compostos contendo boro e fósforo, respectivamente, em reagentes importantes na síntese orgânica" |
| 1980 | 94                |                   | Paul Berg                                | Estados Unidos | "por seus estudos fundamentais da bioquímica dos ácidos nucleicos, com particular atenção ao DNA recombinante" |
| 1980 | 95                |                   | Walter Gilbert                           | Estados Unidos | "por suas contribuições sobre a determinação de sequências de bases em ácidos nucleicos" |
| 1980 | 96                |                   | Frederick Sanger                         | Reino Unido | "por suas contribuições sobre a determinação de sequências de bases em ácidos nucleicos" |
| 1981 | 97                |                   | Roald Hoffmann                           | Estados Unidos · Polónia | "por suas teorias, desenvolvidas de forma independente, a respeito do curso das reações químicas" |
| 1981 | 98                |                   | Ken'ichi Fukui                           | Japão | "por suas teorias, desenvolvidas de forma independente, a respeito do curso das reações químicas" |
| 1982 | 99                |                   | Aaron Klug                               | Lituânia · Reino Unido | "por seu desenvolvimento da microscopia eletrônica cristalográfica e sua elucidação estrutural de complexos ácido nucleico-proteína biologicamente importantes" |
| 1983 | 100               |                   | Henry Taube                              | Estados Unidos | "por seu trabalho sobre os mecanismos das reações de transferência de elétrons, especialmente em complexos metálicos" |
| 1984 | 101               |                   | Robert Bruce Merrifield                  | Estados Unidos | "pelo desenvolvimento da metodologia para síntese química em matriz sólida" |
| 1985 | 102               |                   | Herbert Hauptman                         | Estados Unidos | "por suas notáveis realizações no desenvolvimento de métodos diretos para a determinação de estruturas cristalinas" |
| 1985 | 103               |                   | Jerome Karle                             | Estados Unidos | "por suas notáveis realizações no desenvolvimento de métodos diretos para a determinação de estruturas cristalinas" |
| 1986 | 104               |                   | Dudley Robert Herschbach                 | Estados Unidos | "por suas contribuições sobre a dinâmica dos processos elementares químicos" |
| 1986 | 105               |                   | Yuan Lee                                 | Estados Unidos · Taiwan | "por suas contribuições sobre a dinâmica dos processos elementares químicos" |
| 1986 | 106               |                   | John Charles Polanyi                     | Canadá · Hungria | "por suas contribuições sobre a dinâmica dos processos elementares químicos" |
| 1987 | 107               |                   | Donald James Cram                        | Estados Unidos | "pelo desenvolvimento e uso de moléculas com interações específicas de estrutura de alta seletividade" |
| 1987 | 108               |                   | Jean-Marie Lehn                          | França | "pelo desenvolvimento e uso de moléculas com interações específicas de estrutura de alta seletividade" |
| 1987 | 109               |                   | Charles J. Pedersen                      | Estados Unidos | "pelo desenvolvimento e uso de moléculas com interações específicas de estrutura de alta seletividade" |
| 1988 | 110               |                   | Johann Deisenhofer                       | Alemanha Ocidental | "pela determinação da estrutura tridimensional de um centro reacional fotossintético" |
| 1988 | 111               |                   | Robert Huber                             | Alemanha Ocidental | "pela determinação da estrutura tridimensional de um centro reacional fotossintético" |
| 1988 | 112               |                   | Hartmut Michel                           | Alemanha Ocidental | "pela determinação da estrutura tridimensional de um centro reacional fotossintético" |
| 1989 | 113               |                   | Sidney Altman                            | Canadá · Estados Unidos | "por sua descoberta das propriedades catalíticas do RNA" |
| 1989 | 114               |                   | Thomas Cech                              | Estados Unidos | "por sua descoberta das propriedades catalíticas do RNA" |
| 1990 | 115               |                   | Elias James Corey                        | Estados Unidos | "por seu desenvolvimento da teoria e metodologia da síntese orgânica" |
| 1991 | 116               |                   | Richard Robert Ernst                     | Suíça | "por suas contribuições para o desenvolvimento da metodologia de espectroscopia de ressonância magnética nuclear (NMR) de alta resolução" |
| 1992 | 117               |                   | Rudolph Arthur Marcus                    | Estados Unidos · Canadá | "por suas contribuições para a teoria das reações de transferência de elétrons em sistemas químicos" |
| 1993 | 118               |                   | Kary Mullis                              | Estados Unidos | "pelas contribuições para o desenvolvimento de métodos dentro da química baseada em DNA [...] para sua invenção do método de reação em cadeia da polimerase (PCR)" |
| 1993 | 119               |                   | Michael Smith                            | Canadá | "pelas contribuições para o desenvolvimento de métodos dentro da química baseada em DNA [...] por suas contribuições fundamentais para o estabelecimento da mutagénese sítio-dirigida baseada em oligonucleotídeos e seu desenvolvimento para estudos de proteínas"        |
| 1994 | 120               |                   | George Andrew Olah                       | Estados Unidos · Hungria | "por sua contribuição para a química de carbocátions" |
| 1995 | 121               |                   | Paul Crutzen                             | Países Baixos | "por seu trabalho na química atmosférica, particularmente no que diz respeito à formação e decomposição do ozônio" |
| 1995 | 122               |                   | Mario Molina                             | México | "por seu trabalho na química atmosférica, particularmente no que diz respeito à formação e decomposição do ozônio" |
| 1995 | 123               |                   | Frank Sherwood Rowland                   | Estados Unidos | "por seu trabalho na química atmosférica, particularmente no que diz respeito à formação e decomposição do ozônio" |
| 1996 | 124               |                   | Robert Curl                              | Estados Unidos | "pela descoberta dos fulerenos" |
| 1996 | 125               |                   | Harold Kroto                             | Reino Unido | "pela descoberta dos fulerenos" |
| 1996 | 126               |                   | Richard Smalley                          | Estados Unidos | "pela descoberta dos fulerenos" |
| 1997 | 127               |                   | Paul Delos Boyer                         | Estados Unidos | "por sua elucidação do mecanismo enzimático subjacente à síntese de trifosfato de adenosina (ATP)" |
| 1997 | 128               |                   | John Ernest Walker                       | Reino Unido | "por sua elucidação do mecanismo enzimático subjacente à síntese de trifosfato de adenosina (ATP)" |
| 1997 | 129               |                   | Jens Christian Skou                      | Dinamarca | "para a primeira descoberta de uma enzima transportadora de íons, Na+, K+ -ATPase" |
| 1998 | 130               |                   | Walter Kohn                              | Áustria | "por seu desenvolvimento da teoria do funcional da densidade" |
| 1998 | 131               |                   | John Pople                               | Reino Unido | "por seu desenvolvimento de métodos computacionais em química quântica" |
| 1999 | 132               |                   | Ahmed Zewail                             | Estados Unidos · Egito | "por seus estudos dos estados de transição de reações químicas usando espectroscopia de femtossegundo" |
| 2000 | 133               |                   | Alan Heeger                              | Estados Unidos | "pela descoberta e desenvolvimento de polímeros condutores" |
| 2000 | 134               |                   | Alan MacDiarmid                          | Estados Unidos · Nova Zelândia | "pela descoberta e desenvolvimento de polímeros condutores" |
| 2000 | 135               |                   | Hideki Shirakawa                         | Japão | "pela descoberta e desenvolvimento de polímeros condutores" |
| 2001 | 136               |                   | William Standish Knowles                 | Estados Unidos | "por seus trabalhos em reações de hidrogenação catalisadas quiralmente" |
| 2001 | 137               |                   | Ryōji Noyori                             | Japão | "por seus trabalhos em reações de hidrogenação catalisadas quiralmente" |
| 2001 | 138               |                   | Barry Sharpless                          | Estados Unidos | "por seu trabalho em reações de oxidação catalizadas quiralmente" |
| 2002 | 139               |                   | John Fenn                                | Estados Unidos | "pelo desenvolvimento de métodos de identificação e análise da estrutura de macromoléculas biológicas [...] pelo desenvolvimento de métodos de ionização de dessorção suave para análises de espectrometria de massa de macromoléculas biológicas"                         |
| 2002 | 140               |                   | Koichi Tanaka                            | Japão | "pelo desenvolvimento de métodos de identificação e análise da estrutura de macromoléculas biológicas [...] pelo desenvolvimento de métodos de ionização de dessorção suave para análises de espectrometria de massa de macromoléculas biológicas"                         |
| 2002 | 141               |                   | Kurt Wüthrich                            | Suíça | "pelo desenvolvimento de métodos de identificação e análise da estrutura de macromoléculas biológicas [...] pelo desenvolvimento da espectroscopia de ressonância magnética nuclear para determinação da estrutura tridimensional de macromoléculas biológicas em solução" |
| 2003 | 142               |                   | Peter Agre                               | Estados Unidos | "pelas descobertas relativas a canais em membranas celulares [...] pela descoberta de canais de água" |
| 2003 | 143               |                   | Roderick MacKinnon                       | Estados Unidos | "pelas descobertas sobre canais em membranas celulares [...] pelos estudos estruturais e mecanísticos de canais iônicos" |
| 2004 | 144               |                   | Aaron Ciechanover                        | Israel | "pela descoberta da degradação de proteínas mediada por ubiquitina" |
| 2004 | 145               |                   | Avram Hershko                            | Israel | "pela descoberta da degradação de proteínas mediada por ubiquitina" |
| 2004 | 146               |                   | Irwin Rose                               | Estados Unidos | "pela descoberta da degradação de proteínas mediada por ubiquitina" |
| 2005 | 147               |                   | Yves Chauvin                             | França | "pelo desenvolvimento do método de metátese em síntese orgânica" |
| 2005 | 148               |                   | Robert Grubbs                            | Estados Unidos | "pelo desenvolvimento do método de metátese em síntese orgânica" |
| 2005 | 149               |                   | Richard Schrock                          | Estados Unidos | "pelo desenvolvimento do método de metátese em síntese orgânica" |
| 2006 | 150               |                   | Roger Kornberg                           | Estados Unidos | "por seus estudos da base molecular da transcrição eucariótica" |
| 2007 | 151               |                   | Gerhard Ertl                             | Alemanha | "por seus estudos de processos químicos em superfícies sólidas" |
| 2008 | 152               |                   | Osamu Shimomura                          | Japão | "pela descoberta e desenvolvimento da proteína verde fluorescente, a GFP" |
| 2008 | 153               |                   | Martin Chalfie                           | Estados Unidos | "pela descoberta e desenvolvimento da proteína verde fluorescente, a GFP" |
| 2008 | 154               |                   | Roger Tsien                              | Estados Unidos | "pela descoberta e desenvolvimento da proteína verde fluorescente, a GFP" |
| 2009 | 155               |                   | Venkatraman Ramakrishnan                 | Estados Unidos · Índia · Reino Unido | "por seus estudos sobre a estrutura e função dos ribossomos" |
| 2009 | 156               |                   | Thomas Steitz                            | Estados Unidos | "por seus estudos sobre a estrutura e função dos ribossomos" |
| 2009 | 157               |                   | Ada Yonath                               | Israel | "por seus estudos sobre a estrutura e função dos ribossomos" |
| 2010 | 158               |                   | Richard Heck                             | Estados Unidos | "pelos acoplamentos cruzados catalisados por paládio em síntese orgânica" |
| 2010 | 159               |                   | Ei-ichi Negishi                          | Japão | "pelos acoplamentos cruzados catalisados por paládio em síntese orgânica" |
| 2010 | 160               |                   | Akira Suzuki                             | Japão | "pelos acoplamentos cruzados catalisados por paládio em síntese orgânica" |
| 2011 | 161               |                   | Dan Shechtman                            | Israel · Estados Unidos | "pela descoberta dos quase-cristais" |
| 2012 | 162               |                   | Robert Lefkowitz                         | Estados Unidos | "pelo estudo dos receptores acoplados à proteína G" |
| 2012 | 163               |                   | Brian Kobilka                            | Estados Unidos | "pelo estudo dos receptores acoplados à proteína G" |
| 2013 | 164               |                   | Martin Karplus                           | Estados Unidos · Áustria | "pelo desenvolvimento de modelos multiescala para sistemas químicos complexos" |
| 2013 | 165               |                   | Michael Levitt                           | Estados Unidos · Reino Unido · Israel | "pelo desenvolvimento de modelos multiescala para sistemas químicos complexos" |
| 2013 | 166               |                   | Arieh Warshel                            | Estados Unidos · Israel | "pelo desenvolvimento de modelos multiescala para sistemas químicos complexos" |
| 2014 | 167               |                   | Eric Betzig                              | Estados Unidos | "pelo desenvolvimento da microscopia de super-resolução por fluorescência" |
| 2014 | 168               |                   | Stefan Hell                              | Alemanha · Roménia | "pelo desenvolvimento da microscopia de super-resolução por fluorescência" |
| 2014 | 169               |                   | William Moerner                          | Estados Unidos | "pelo desenvolvimento da microscopia de super-resolução por fluorescência" |
| 2015 | 170               |                   | Tomas Lindahl                            | Suécia · Reino Unido | "por estudos mecanicísticos para reparo de DNA" |
| 2015 | 171               |                   | Paul Modrich                             | Estados Unidos | "por estudos mecanicísticos para reparo de DNA" |
| 2015 | 172               |                   | Aziz Sancar                              | Estados Unidos · Turquia | "por estudos mecanicísticos para reparo de DNA" |
| 2016 | 173               |                   | Jean-Pierre Sauvage                      | França | "pelo projeto e síntese de máquinas moleculares" |
| 2016 | 174               |                   | Fraser Stoddart                          | Reino Unido · Estados Unidos | "pelo projeto e síntese de máquinas moleculares" |
| 2016 | 175               |                   | Bernard Feringa                          | Países Baixos | "pelo projeto e síntese de máquinas moleculares" |
| 2017 | 176               |                   | Jacques Dubochet                         | Suíça | "pelo desenvolvimento da microscopia crioeletrônica para a determinação em alta-resolução da estrutura de biomoléculas em solução" |
| 2017 | 177               |                   | Joachim Frank                            | Alemanha · Estados Unidos | "pelo desenvolvimento da microscopia crioeletrônica para a determinação em alta-resolução da estrutura de biomoléculas em solução" |
| 2017 | 178               |                   | Richard Henderson                        | Reino Unido | "pelo desenvolvimento da microscopia crioeletrônica para a determinação em alta-resolução da estrutura de biomoléculas em solução" |
| 2018 | 179               |                   | Frances Arnold                           | Estados Unidos | "pela evolução dirigida de enzimas" |
| 2018 | 180               |                   | George P. Smith                          | Estados Unidos | "pela phage display de peptídios e anticorpos" |
| 2018 | 181               |                   | Gregory Winter                           | Reino Unido | "pela phage display de peptídios e anticorpos" |
| 2019 | 182               |                   | John Bannister Goodenough                | Estados Unidos | "pelo desenvolvimento de baterias de ions de lítio" |
| 2019 | 183               |                   | Michael Stanley Whittingham              | Reino Unido · Estados Unidos | "pelo desenvolvimento de baterias de ions de lítio" |
| 2019 | 184               |                   | Akira Yoshino                            | Japão | "pelo desenvolvimento de baterias de ions de lítio" |
| 2020 | 185               |                   | Emmanuelle Charpentier                   | França · Alemanha | "pelo desenvolvimento de um método de edição de genoma" |
| 2020 | 186               |                   | Jennifer Doudna                          | Estados Unidos | "pelo desenvolvimento de um método de edição de genoma" |
| 2021 | 187               |                   | Benjamin List                            | Alemanha | "pelo desenvolvimento da organocatálise assimétrica" |
| 2021 | 188               |                   | David MacMillan                          | Reino Unido | "pelo desenvolvimento da organocatálise assimétrica" |
| 2022 | 189               |                   | Carolyn Bertozzi                         | Estados Unidos | "pelo desenvolvimento da química do clique e da química bioortogonal" |
| 2022 | 190               |                   | Morten Meldal                            | Dinamarca | "pelo desenvolvimento da química do clique e da química bioortogonal" |
| 2022 | 191               |                   | Barry Sharpless                          | Estados Unidos | "pelo desenvolvimento da química do clique e da química bioortogonal" |
| 2023 | 192               |                   | Moungi Bawendi                           | Tunísia · França · Estados Unidos | "pela descoberta e pelo desenvolvimento e síntese de pontos quânticos" |
| 2023 | 193               |                   | Louis Brus                               | Estados Unidos | "pela descoberta e pelo desenvolvimento e síntese de pontos quânticos" |
| 2023 | 194               |                   | Alexei Ekimov                            | Rússia | "pela descoberta e pelo desenvolvimento e síntese de pontos quânticos" |
| 2024 | 195               |                   | David Baker                              | Estados Unidos | "pelo projeto computacional de proteínas" |
| 2024 | 196               |                   | Demis Hassabis                           | Reino Unido | "pela previsão da estrutura proteica" |
| 2024 | 197               |                   | John M. Jumper                           | Estados Unidos | "pela previsão da estrutura proteica" |